# Elisabeth Strempel
Elisabeth Emilie Hermine Auguste Strempel (* 7. Dezember 1840 in Rostock; † 1912 in Schwerin) war eine deutsche Porträtmalerin.

## Leben
Elisabeth Strempel wurde 1840 in Rostock geboren als Tochter des Professors, Obermedizinalrates und Begründers der Rostocker Universitätskliniken, Carl Strempel und dessen Ehefrau Julie Elisabeth, geb. Röper.
Sie erhielt ihren ersten Unterricht bei dem Maler Paul Tischbein und der Malerin Minna Ziel in Rostock. 1864 ging sie nach Berlin und setzte ihre Ausbildung fort unter der Leitung der Professoren Gustav Graef und Gottlieb Biermann. 1871 gewann sie in Berlin bei einer Ausstellung den ersten Preis, sie erhielt daraufhin vom Mecklenburger Großherzog Friedrich Franz II. ein Stipendium, das sie zu einem halbjährigen Studienaufenthalt in Dresden nutzte.
In den nächsten Jahren war sie zurück in Mecklenburg und mit der Anfertigung von Porträts befasst, die sie als Ölgemälde, Kohlezeichnung oder als Pastell ausführte. Im Herbst 1874 ging sie nach Italien, blieb eine längere Zeit in Florenz und Rom und war dann für sieben Monate auf Sizilien. In Messina malte sie mehrere Bildnisse. Nach 20 Monaten Aufenthalt in Italien kehrte sie nach Deutschland zurück. 1878 führten sie weitere Studien noch nach Paris und Venedig. Von 1880 bis etwa 1909 war sie in Berlin ansässig, danach in Schwerin, wo sie 1912 verstarb.

## Werke (Auswahl)

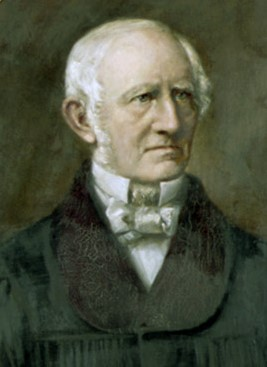
Porträt Johannes Röper

- Porträt Johannes Röper, (1866), Universitätsarchiv Rostock
- Porträt Karl Johann Friedrich Strempel (1875), Bildnis ihres Vaters im Konzilzimmer des Hauptgebäudes der Universität Rostock[2]
- Brustbild eines Bauernjungen (1867), Staatliches Museum Schwerin
- Alter Italiener (1881), Berliner akademische Kunstausstellung 1881, Abbildung im Katalog[3]
- Holländisches Patrizierkind (1882), Berliner akademische Kunstausstellung 1883, Abbildung im Katalog[4]
- Schlesische Bauernfrau (1882)
- Mädchen mit Apfelsine
- Bildnis Professor Fritsch
- Christus am Kreuz (1883), Altarbild in der Dorfkirche Buchholz bei Rostock
- Volkstypen aus Deutschen Gauen. Nach dem Leben in Kohle gezeichnet (1888), 20 Lichtdruckbilder, Zenker, Berlin 1888
- Deutsche Volkstypen (1900), 22 Lichtdrucktafeln, Frommann (Bräunlich & Klostermann), Jena 1900